# Off the Ground
Off the Ground — студійний альбом британського музиканта Пола Маккартні 1993 року. Перший його альбом виданий у 1990-х. Має деяку схожість з попереднім успішним альбомом Flowers in the Dirt 1989 року. Дві пісні на альбомі написано у співавторстві з Елвісом Костелло (псевдонім Деклана Макмануса). Найвідомішими композиціями з цього диска є «Hope of Deliverance» і «C'Mon People».

## Список композиції
Усі пісні написано Полом Маккартні, крім спеціально позначених.
1. «Off the Ground» — 3:40
2. «Looking for Changes» — 2:47
3. «Hope of Deliverance» — 3:22
4. «Mistress and Maid» (Маккартні/Деклан Макманус) — 3:00
5. «I Owe It All to You» — 4:51
6. «Biker Like an Icon» — 3:26
7. «Peace In The Neighbourhood» — 5:06
8. «Golden Earth Girl» — 3:45
9. «The Lovers That Never Were» (Маккартні/Деклан Макманус) — 3:43
10. «Get Out of My Way» — 3:32
11. «Winedark Open Sea» — 5:27
12. «C'Mon People» — 7:42
  - Наприкінці альбому звучить невказаний у списку фрагмент пісні «Cosmically Conscious», що була написана Маккартні ще в 1968 році за часів The Beatles, коли вони вивчали трансцендентальну медитацію в Індії.

## Позиції в хіт-парадах
| Рік  | Країна          | Чарт                                 | Позиція | Тижні | Сертифікація | Продаж   |
| ---- | --------------- | ------------------------------------ | ------- | ----- | ------------ | -------- |
| 1993 | Норвегія        | VG-lista                             | 2       | 8     |              |          |
| 1993 | Австрія         | Ö3 Austria Top 40                    | 4       | 16    |              |          |
| 1993 | Швейцарія       |                                      | 5       | 16    | Золотий      | 25,000+  |
| 1993 | Нідерланди      |                                      | 5       | 14    |              |          |
| 1993 | Японія          | Oricon Weekly Albums Chart (Top 100) | 5       | 7     | Золотий      | 90,000+  |
| 1993 | Велика Британія | UK Albums Chart (Top 100)            | 5       | 6     | Срібний      | 60,000+  |
| 1993 | Австралія       | ARIA Charts                          | 8       | 10    |              |          |
| 1993 | Швеція          |                                      | 10      | 4     |              |          |
| 1993 | США             | The Billboard 200                    | 17      | 20    | Золотий      | 500,000+ |